# Simbad, la llegenda dels set mars
Simbad, la llegenda dels set mars (títol original: Sinbad: Legend of the Seven Seas) és una pel·lícula estatunidenca d'animació dirigida per Tim Johnson i Patrick Gilmore, produït per Jeffrey Katzenberg i estrenada l'any 2003. Ha estat doblada al català. El film és una adaptació de la llegenda persa Les aventures de Sindbad.

## Argument
Éris, la deessa de la Discòrdia, desitja robar el misteriós Llibre de la pau; per això, demana al seu monstre marí portar-li un temible lladre: Sinbad. Però per satisfer els desitjos de la deessa, aquest bandit ha de robar al seu millor amic, el príncep Proteus. No obstant això, Eris roba el llibre abans, agafant la seva aparença. Simbad és portat a continuació davant dels tribunals, clamant la seva innocència i acusant la deessa, i arriba, però, a obtenir uns dies per portar el llibre a la ciutat de Siracusa sota pena que el seu amic Proteus no sigui executat en lloc seu. Té lloc a continuació un perillós viatge en el qual Marina, la promesa de Proteus, es convida per a assegurar-se que Simbad complirà la seva missió. La tripulació s'enfrontarà a diversos i perillosos obstacles enviats per Eris per aturar-los, a continuació arribarà finalment a les portes del Tartar, on viu la deessa.

## Repartiment
(Veus originals)
- Brad Pitt: Simbad
- Catherine Zeta-Jones: Marina
- Michelle Pfeiffer: Éris
- Joseph Fiennes: Proteus
- Dennis Haysbert: Kale
- Adriano Giannini: Rat
- Timothy West: el Rei Dymas
- Jennifer Seguin: el narrador

## Marketing
Un joc PC, basat en el film, va ser comercialitzat per Atari, que va treballar en estreta col·laboració amb un dels directors del film, Patrick Gilmore. Va ser comercialitzat abans de la sortida VHS i DVD del film. La cadena Burger King va comercialitzar també sis joguines promocionals coincidint amb l'estrena del film. Hasbro Inc havia produït una sèrie de figuretes Simbad en el marc de la seva marca de figuretes GI JOE.

## Rebuda de la crítica
El film rebut una acollida tèbia de part dels crítics. A Rotten Tomatoes, un 45 % dels seus crítics li han donat una avaluació positiva basada en 121 parers. Metacritic ha donat al film una quota de 48/100 basada en 33 comentaris.

## Al voltant de la pel·lícula
- Brad Pitt ha reemplaçat Russell Crowe, ocupat en un rodatge sobre un altre projecte, per doblar Simbad.
- Eris i Proteus no apareixen a cap dels set contes de Simbad.
- Simbad és un film d'animació 2D/GO, com El Príncep d'Egipte i La ruta cap a El Dorado És l'últim en 2D.
- Christine Baranski ha estudiat amb l'especialista en llengua anglesa Patsy Rodenberg, amb la finalitat de baixar el seu registre una octava. Però el paper ha anat a Michelle Pfeiffer, més coneguda.
- Simbad és el primer film producte que fa servir completament el sistema d'explotació GNU/Linux.[5]